# Z-7 Hermann Schoemann
Z-7 Герман Шёман (нем. «Z-7 Hermann Schoemann») — немецкий эскадренный миноносец типа 1934A.
Назван в честь капитан-лейтенанта Германа Шёмана, командира Фландрийской флотилии миноносцев, погибшего 1 мая 1915 года на миноносце «А-2», потопленном британским эсминцем «Лафорей» у Дувра.
Заложен 7 сентября 1935 года на верфи фирмы «DeSchiMAG» в Бремене. Спущен на воду 16 июля 1936 года и 9 сентября 1937 года вступил в строй. После вступления в строй был приписан ко 2 дивизиону эскадренных миноносцев Кригсмарине. По состоянию на сентябрь 1939 года бортовой № 23.

## История службы
В июле 1938 года совершил переход из Киля в Эккернфёрде с Гитлером, Герингом и Кейтелем на борту, а позже, в тот же месяц, плавание в Норвегию с заходом в Согне-фьорд и Ёйо.
19 августа 1938 года участвовал во флотском смотре с участием рейхсканцлера Гитлера и регента Венгрии адмирала Хорти.
С 30 сентября по 23 октября 1938 года совместно с тяжёлым крейсером «Адмирал Шеер» совершал плавание в Средиземное море.
1 ноября 1938 года вошёл в состав 2-й флотилии эскадренных миноносцев кригсмарине.
С началом Второй мировой войны, с октября 1939 года по февраль 1940 года действовал в Северном море и Балтийских проливах. 23 декабря 1939 года получил лёгкие повреждения в результате столкновения с эсминцем «Эрих Штейнбринх» в районе Вильгельмсхафена, впоследствии находился в ремонте до апреля 1940 года.
В июне 1940 года участвовал в операции «Юно». После окончания операции проходил капитальный ремонт до марта 1941 года.
В июле — августе 1941 года действовал в Арктике. 13 июля 1941 года совместно с эсминцами «Карл Гальстер», «Рихард Байцен», «Ганс Лоди» и «Фридрих Экольдт» потопил в Баренцевом море советский сторожевой корабль «Пассат» и спасательные суда ЭПРОН РТ-67 «Молотов» и РТ-32 «Кумжа» буксирующие два 40-тонных судоподъемных понтона. 24 июля того же года совместно с эсминцами «Карл Гальстер», «Рихард Битзен» и «Фридрих Эккольдт» расстрелял артиллерией и потопил в Баренцевом море советское гидрографическое судно «Меридиан», вооружённое одним 7,62 мм пулемётом (на котором погибло 46 человек, 17 спаслись на плотиках). В сентябре — ноябре 1941 года эсминец «Герман Шеман» находился в очередном ремонте.
В феврале 1942 года участвовал в операции «Церберус», легко повреждён британской авиацией. После окончания операции вновь был переведён в Арктику, где и действовал до конца своей боевой карьеры.
2 мая 1942 года был тяжело повреждён в бою с поврежденным британским лёгким крейсером «Эдинбург» и эсминцем «Форестер». Был оставлен экипажем и затоплен подрывными зарядами и торпедами германского эсминца «Z-24» в Баренцевом море. 73°30′ с. ш. 35°10′ в. д. Потери в бою составили — 8 убитых и 45 раненых.

## Командиры корабля
| Имя и звание                                            | Время службы                      |
| ------------------------------------------------------- | --------------------------------- |
| корветтен-капитан/фрегаттен-капитан Эрих Шульте Мёнтинг | 9 сентября 1937 — 25 октября 1938 |
| корветтен-капитан Теодор Дитмерс                        | 26 октября 1938 — 15 июля 1940    |
| нет командира                                           | 16 июля 1940 — 19 октября 1940    |
| корветтен-капитан Генрих Виттиг                         | 20 октября 1940 — 2 мая 1942      |